# Wiegenlied (Kurzfilm)
Wiegenlied ist ein Kurzfilm-Drama des deutschen Autorenfilmers Selcuk Cara und des Kameramanns Nils A. Witt in Zusammenarbeit mit der Fachhochschule Dortmund aus dem Jahr 2012.
Der Kurzfilm hatte seine Premiere 2012 unter seinem internationalen Titel Lullaby in der Sektion Student Etudes Panorama des Filmfestivals Plus Camerimage in Bydgoszcz, Polen. 2014 kam der Film in die offizielle Auswahl des Delhi International Film Festival in Neu-Delhi, Indien. 2015 wurde der Film auf dem deutsch-französischen Kurzfilmfestival Les Petits Claps in Metz, Frankreich gezeigt.

## Handlung
Der Film erzählt die Geschichte einer zerrütteten Beziehung zwischen Mutter und Tochter, die den Ansprüchen der Mutter – einst eine gefeierte Konzertpianistin – nicht gerecht werden konnte. Nach Jahren der Entzweiung besucht Rachel, in Begleitung ihrer elfjährigen Tochter Milena, ihre Mutter, die mit ihrer Haushälterin vereinsamt in einer prachtvollen Villa lebt. Als die Freude über das Wiedersehen zu kippen droht, versteht die einfallsreiche Enkelin die beiden endlich wieder zu vereinen.